# Amelanchier obovalis
Amelanchier obovalis är en rosväxtart som först beskrevs av André Michaux, och fick sitt nu gällande namn av William Willard Ashe. Amelanchier obovalis ingår i släktet häggmisplar, och familjen rosväxter. Inga underarter finns listade i Catalogue of Life.

## Bildgalleri

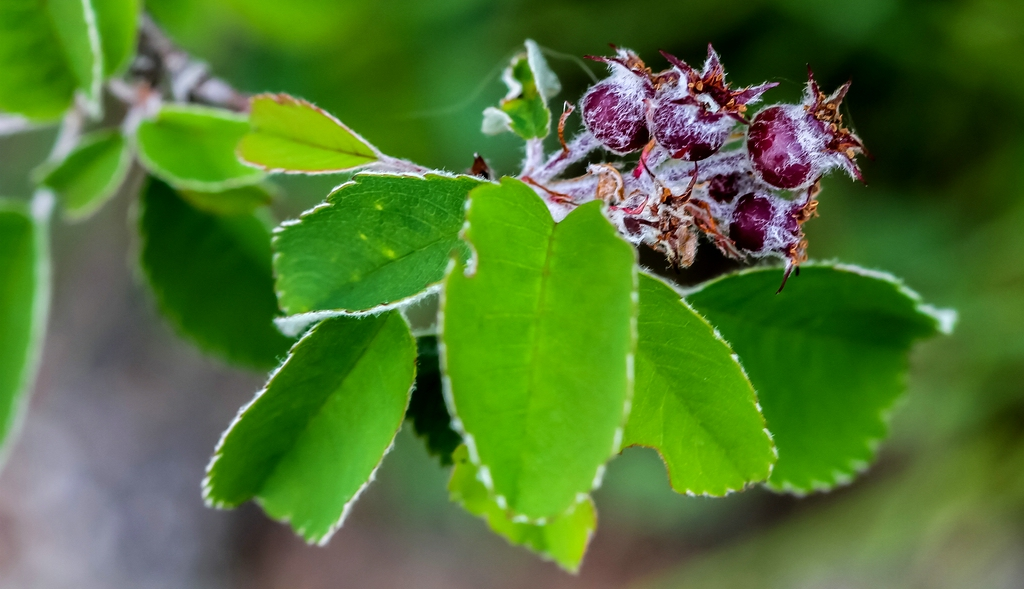